# قملیجه
قملیجه، روستایی از توابع بخش مرکزی شهرستان هرسین در استان کرمانشاه ایران است.

## ویژگی
مردم روستا همگی مسلمان و دارای مذهب شیعه بوده و به گویش لکی تکلم می کنند و از قوم کاکاوند می باشند . شغل اصلی ساکنان روستای قملیجه و روستاهای اطراف آن کشاورزی بوده و در کنار آن به دامداری نیز مشغولند. در بررسی پیدایش روستا باید اذعان نمود اطلاعات مؤثقی در باره زمان دقیق شكل گیری این روستا وجود ندارد، اما طبق اظهارات معتمدین و ریش سفیدان روستا، قدمت این روستا به بیش از 150 سال می رسد كه از مهمترین دلایل شکل گیری روستا می توان به وجود مراتع و اقلیم مساعد و وجود منابع آب که عامل اصلی شكل گیری روستا در گذشته بوده است اشاره نمود.

## جمعیت
این روستا در دهستان حومه قرار دارد و براساس سرشماری مرکز آمار ایران در سال ۱۳۸۵، جمعیت آن ۱۲۵ نفر (۲۴خانوار) بوده‌است.